# Klibbtickvinge
Klibbtickvinge (Phymatura brevicollis) är en skalbaggsart som först beskrevs av Ernst Gustav Kraatz 1857.  Klibbtickvinge ingår i släktet Phymatura och familjen kortvingar. Enligt den finländska rödlistan är arten sårbar i Finland. Enligt den svenska rödlistan är arten sårbar i Sverige. Arten förekommer i Svealand, Nedre Norrland och Övre Norrland. Artens livsmiljö är naturmoskogar. Inga underarter finns listade i Catalogue of Life.